# Jacob Ziv

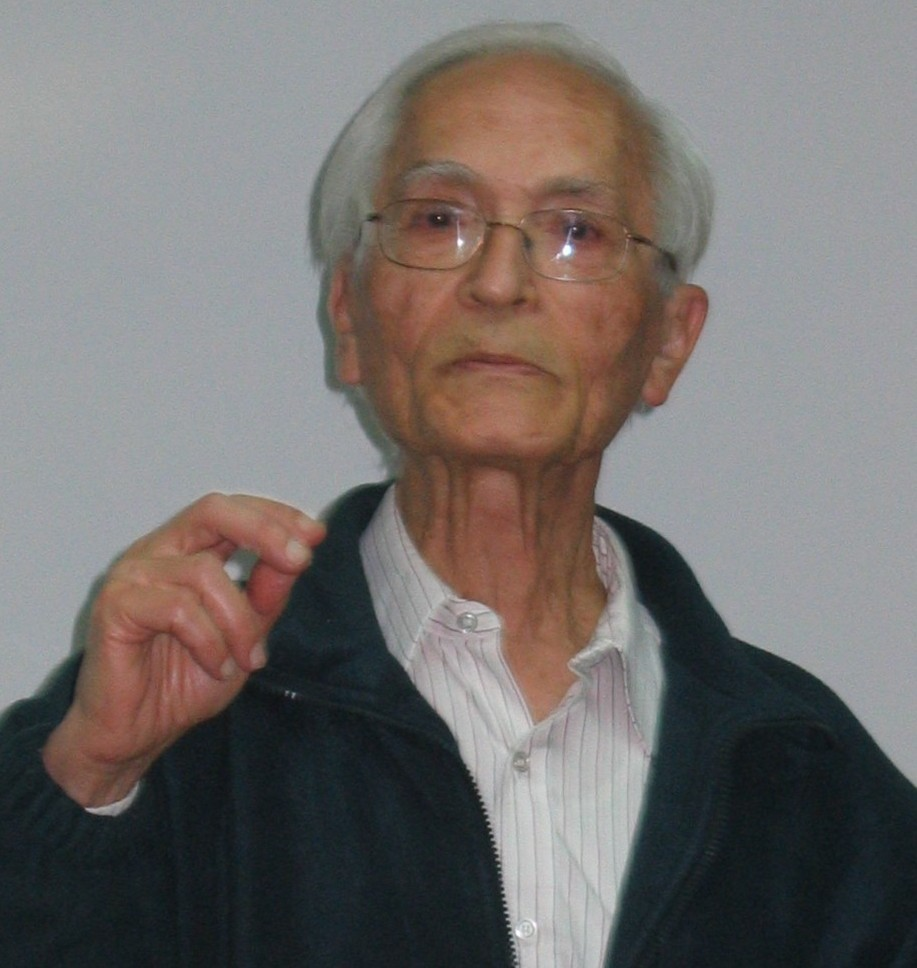
Jacob Ziv (2009)

Jacob Ziv (hebräisch יעקב זיו, auch Yaakov Ziv; * 27. November 1931 in Tiberias, Britisch-Palästina; † 26. März 2023) war ein israelischer Elektroingenieur, der im Bereich der Informationstheorie bedeutende Grundlagenforschung leistete und zusammen mit Abraham Lempel den LZ77- und LZ78-Algorithmus entwickelte, auf dessen Basis Terry Welch später den LZW-Algorithmus veröffentlichte.

## Werdegang
Ziv studierte zuerst Elektrotechnik am Technion (Israel Institute of Technology) in Haifa und später am Massachusetts Institute of Technology (MIT), wo er 1962 auch promoviert wurde.
Er arbeitete für das israelische Verteidigungsministerium und für die Bell Laboratories.
1970 wurde er Professor am Technion. Seit 1981 war er Mitglied der Israelischen Akademie der Wissenschaften und war von 1995 bis 2004 ihr Präsident. 1988 wurde Ziv in die National Academy of Engineering und 1998 in die American Academy of Arts and Sciences gewählt, 2003 in die American Philosophical Society sowie 2004 in die National Academy of Sciences.
1997 erhielt er den Paris-Kanellakis-Preis, 1997 den Claude E. Shannon Award und 2008 den BBVA Foundation Frontiers of Knowledge Award. Für 2021 wurde ihm die IEEE Medal of Honor zugesprochen.

## Veröffentlichungen (Auswahl)
- Abraham Lempel, Jacob Ziv: On the Complexity of Finite Sequences. In: IEEE Transactions on Information Theory. Band 22, Nr. 1, 1976, S. 75–81, doi:10.1109/tit.1976.1055501.
- Jacob Ziv, Abraham Lempel: A universal algorithm for sequential data compression. In: IEEE Transactions on Information Theory. Band 23, Nr. 3, 1977, S. 337–343, doi:10.1109/tit.1977.1055714.
- Jacob Ziv, Abraham Lempel: Compression of individual sequences via variable-rate coding. In: IEEE Transactions on Information Theory. Band 24, Nr. 5, 1978, S. 530–536, doi:10.1109/tit.1978.1055934.
- Abraham Lempel, Jacob Ziv: Compression of two-dimensional data. In: IEEE Transactions on Information Theory. Band 32, Nr. 1, 1986, S. 2–8, doi:10.1109/tit.1986.1057132.
- Jacob Ziv: On classification with empirically observed statistics and universal data compression. In: IEEE Transactions on Information Theory. Band 34, Nr. 2, 1988, S. 278–286, doi:10.1109/18.2636.
- Neri Merhav, Jacob Ziv: One universally efficient estimation of the first-order autoregressive parameter and universal data compression. In: IEEE Transactions on Information Theory. 1990, doi:10.1109/18.59925.
- Jacob Ziv: Variable-to-fixed length codes are better than fixed-to-variable length codes for Markov sources. In: IEEE Transactions on Information Theory. 1990, doi:10.1109/18.53746.
- Aaron D. Wyner, Jacob Ziv: Some asymptotic properties of the entropy of a stationary ergodic data source with applications to data compression. In: IEEE Transactions on Information Theory. Band 35, Nr. 6, 1989, S. 1250–1258, doi:10.1109/18.45281.
- Aaron D. Wyner, Jacob Ziv: The sliding-window Lempel-Ziv algorithm is asymptotically optimal. In: Proceedings of the IEEE. Band 82, Nr. 6, 1994, S. 872–877, doi:10.1109/5.286191.